# Brenierea insignis
Brenierea es un género monotípico de árboles de la subfamilia Caesalpinioideae perteneciente a la familia de las fabáceas. Su única especie: Brenierea insignis Humbert, es endémica de Madagascar.

## Descripción
Es un arbusto o pequeño árbol que se encuentra en el matorral subárido a una altitud de  0-500 metros en Madagascar en la Provincia de Toliara.

## Taxonomía
Brenierea insignis fue descrita por Jean-Henri Humbert y publicado en Comptes Rendus Hebdomadaires des Séances de l'Académie des Sciences 249: 1599. 1959.